# Smokey Bear

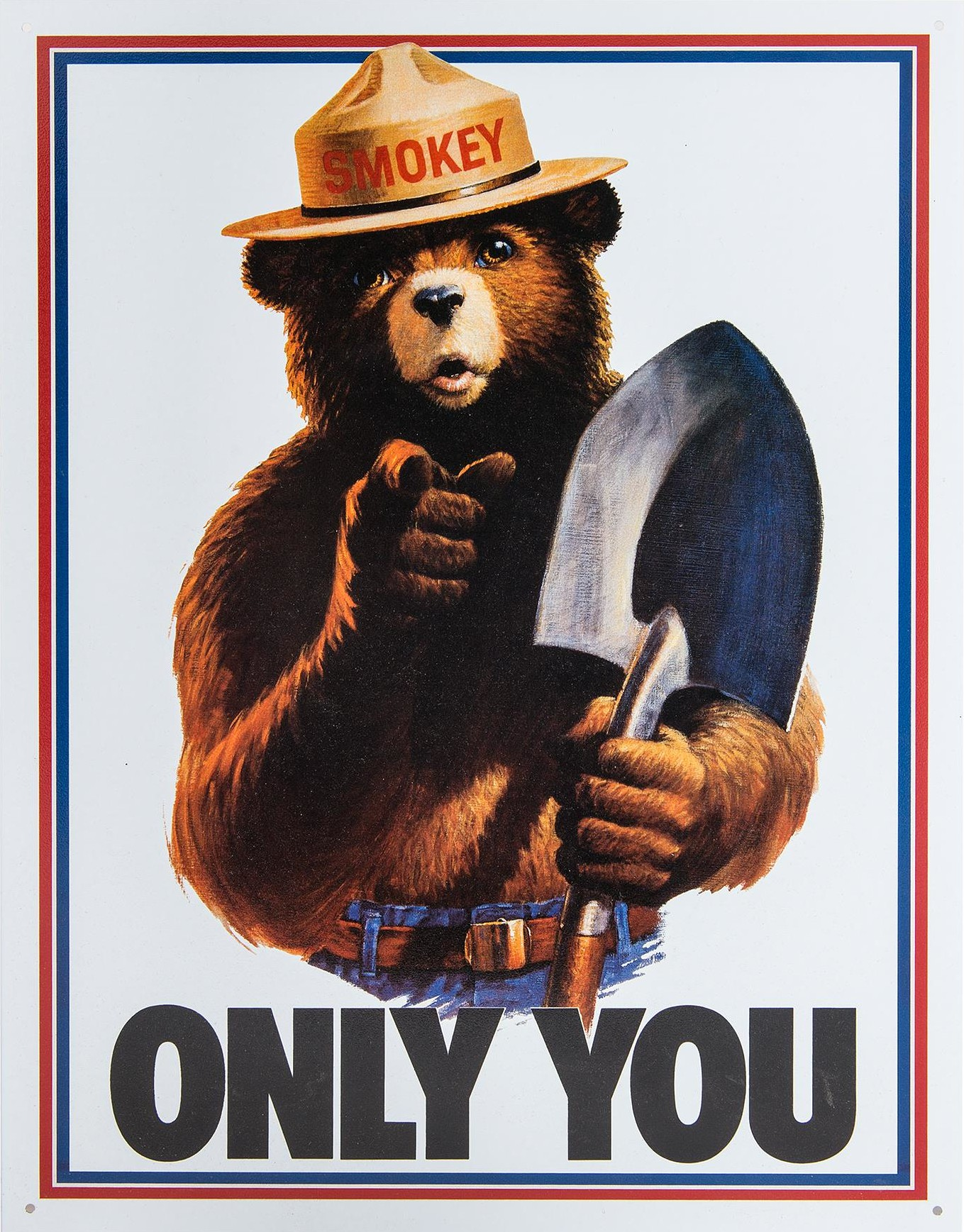
Smokey Bear.

Le Smokey Bear (parfois également nommé Smokey the Bear, soit « Smokey l'ours » en français) est la mascotte du service des forêts des États-Unis, créée pour informer le grand public du danger des incendies de forêt. Le message de Smokey Bear, « Only You Can Prevent Forest Fires », soit « vous seul pouvez empêcher les incendies de forêt », fut créé en 1944. En avril 2001, le message de Smokey fut changé en « Only You Can Prevent Wildfires ». Selon une étude, le message de Smokey Bear est connu de 95 % des adultes et 77 % des enfants résidant aux États-Unis.

## Histoire
Bien que le service des forêts des États-Unis ait combattu les feux de forêt bien avant la Seconde Guerre mondiale, cette dernière va toutefois bouleverser leur prise en charge. Beaucoup de pompiers expérimentés furent engagés à cette époque dans les forces armées, ce qui ne laissait que peu d'hommes disponibles pour combattre les feux. Le service des forêts commença alors à utiliser des posters colorés pour sensibiliser les Américains aux dangers des feux avec l'espoir que l'éducation des communautés locales pourrait prévenir les départs de feu,.
Les citoyens américains ne représentaient pas l'unique menace d'incendies puisque l'empire du Japon considérait les feux de forêt comme une arme potentielle. Cette menace se fit davantage sentir dès le printemps 1942, lorsqu'un sous-marin japonais fit surface près de Santa Barbara et bombarda la côte californienne lors d'un épisode connu sous le nom de bombardement d'Ellwood. Les japonais passèrent véritablement à l'action entre novembre 1944 et avril 1945, et lancèrent près de 9 000 ballons incendiaires vers les États-Unis en utilisant les courants d'altitude. Près d'un ballon sur dix atteignit le territoire américain et cette vague fut à l'origine de six décès,. Considérant l'impact potentiel des feux sur l'effort de guerre, l'administration américaine espérait encore d'avantage obtenir l'appui des civils dans cette lutte contre les incendies,.
Dès 1942, le service des forêts des États-Unis initia le Cooperative Forest Fire Prevention program (« programme coopératif de prévention des feux de forêt »). Walt Disney autorisa alors l'apparition de Bambi dans les campagnes publiques de prévention. Néanmoins, cette autorisation n'était que d'une durée de un an, ce qui rendait nécessaire la création d'une nouvelle mascotte. Après de longues discussions, un ours fut choisi, basé sur une esquisse de l'artiste du service des forêts Harry Rossoll,.
Le nom de Smokey fut inspiré par « Smokey » Joe Martin, un héros du Fire Department of the City of New York qui subit des brûlures et perdit la vue en 1922 lors d'une opération. La création de Smokey Bear fut autorisée le 9 août 1944, cette date étant considérée comme l'anniversaire du personnage. Le premier poster date du 10 octobre et fut réalisé par l'artiste Albert Staehle,. Dans ce premier poster, Smokey est vêtu d'un jean et d'un quatre-bosses et verse un seau d'eau sur un feu de camp. Un message de prévention est visible en dessous indiquant que des mesures de prudence permettent d'éviter neuf feux de forêt sur dix (Care will prevent 9 out of 10 forest fires).
C'est en 1947 que le Wartime Advertising Council (rebaptisé ultérieurement Ad Council) conçoit le slogan maintenant associé à Smokey Bear depuis plus de cinquante ans Remember ... only YOU can prevent forest fires (Rappelez-vous, vous seul pouvez prévenir les feux de forêt). En 2001, forest fires a été remplacé par wild fires pour prendre en compte la survenue des feux dans différents environnements écologiques.